# حزمة البروتوكولات

حزمة بروتوكولات نموذج الاتصال المعياري (OSI Model)

حزمة البروتوكولات أو حزمة الشبكة هي تطبيق لمجموعة أو عائلة بروتوكول في الشبكة. بعض تلك المصطلحات تستخدم بالترادف ولكن مجموعة البروتوكول هي تعريف لبروتوكولات الاتصالات بينما الحزمة هي التطبيق البرمجي لهذه البروتوكولات.
البروتوكول الواحد في المجموعة عادة يتم تصميمه لهدف مخصص. هذه البنية تبسط التصميم والتقييم لأن كل وحدة تتواصل مع وحدتين أخريين، وغالبا ما يتم تصورها على هيئة طبقات في حزمة البروتوكولات. البروتوكول الأدنى غالبا يهتم بالتفاعل منخفض المستوى في العتاد. كل طبقة أعلى تضيف المزيد من الإمكانات. تطبيقات المستخدم تتعامل عادة مع الطبقات العليا فقط.
في التطبيق الفعلي، تنقسم حزمة البوتوكولات إلى 3 أجزاء رئيسية: الوسيط، الناقل والتطبيقات. يمتلك نظام تشغيل محدد اثنين من الواجهات، واحدة بين الوسيط والناقل، وواحدة بين طبقات النقل والتطبيقات.